# Церковь Святой Катарины (Людвигсбург)
Церковь Святой Катарины (нем. Pfarrkirche St. Katharina или нем. Katharinenkirche Eglosheim) — протестантская приходская церковь, расположенная в районе Эглосхайм баден-вюртембергского города Людвигсбург; здание, построенное в конце XV века, является городским памятником архитектуры.

## История и описание
Церковь Святой Катарины, расположенная в районе Эглосхайм — являвшемся до 1901 года независимым поселением — города Людвигсбург, является позднеготическим зальным храмом с внутренними размерами 22 на 8,44 метра; качестве года постройки на самом здании указан «1497»; имя архитектора, по состоянию на начало XXI века, не было известно. Первоначально храм был воздвигнут в XII веке как укрепленная церковь: даже сегодня церковь окружена остатками старого укрепления, на южной стороне которого с 1920 года находится военный мемориал в стиле классицизм. Неф храма разделен на три части размером 7,03 на 8,44 метра. В церкви Эглосхайма представлены одиннадцать замковых камней; в храме имеются и изображения четырёх великих пророков, конкретная идентификация которых затруднительна.
Каменная кафедра церкви никогда не перестраивалась с момента ее завершения в 1498 году — данный год указан на балюстраде — несмотря на многочисленные повреждения, явно требовавшие ремонта. Исследователи обращали внимание, что хотя скульптурные изображения на кафедре по ряду элементов и близки к работам, встречающимся на Верхнем Рейне, но в целом они существенно отличается от стиля региона: что особенно неожиданно для художественного оформления деревенской церкви. Благодаря особым историческим и художественным характеристикам церковь Святой Екатерины является памятником архитектуры.